# Nicklas Strunck Jakobsen
Nicklas Strunck Jakobsen (* 17. August 1999 in Ølstykke) ist ein dänischer Fußballspieler. Er spielt auf der Position des Zentralen Mittelfeldspielers und steht in den Niederlanden beim FC Groningen unter Vertrag. Des Weiteren ist er Nachwuchsnationalspieler Dänemarks.

## Karriere

### Verein
Nicklas Strunck Jakobsen begann mit dem Fußballspielen in seinem Geburtsort Ølstykke, 35 Kilometer nordwestlich von Kopenhagen entfernt, als er dem Ølstykke Boldklub beitrat. Später wechselte er ins rund 6 Kilometer entfernte Stenløse zu Stenløse Boldklub, bevor er sich Frederikssund Boldklub, etwa 15 Kilometer von Jakobsens bisheriger Wirkungsstätte entfernt, anschloss. 2014 zog es ihn ins rund 24 Kilometer entfernte Farum, wo er der Fußballschule des Erstligisten FC Nordsjælland beitrat, 2016 wurde er zum besten U17-Spieler in Dänemark gekürt. Am 16. Februar 2018 debütierte Nicklas Strunck Jakobsen mit 18 Jahren in der Superliga (dänisch Superligæn), als er beim 2:1-Heimsieg gegen Odense BK kurz vor Schluss für Mikkel Damsgaard eingewechselt wurde. Für die Profimannschaft kam er zu 2 Einsätzen in der regulären Saison sowie zu 4 in der Meisterrunde. Am Ende der Saison qualifizierte sich der FC Nordsjælland für die UEFA Europa League 2018/19, dabei schied der Verein, der 2003 durch einen Zusammenschluss kleinerer Klubs aus der Gegend ins Leben gerufen wurde, in der dritten Qualifikationsrunde gegen Partizan Belgrad aus. Jakobsen kam dabei in allen Partien in der Qualifikation zum Einsatz. Am 29. Juli 2018 erzielte er beim 3:0-Sieg im Heimspiel in der Liga gegen Vendsyssel FF sein erstes Tor im Erwachsenenbereich. In der Profimannschaft, die sich erneut für die Meisterrunde qualifizieren, allerdings nicht an die Vorsaison anknüpfen konnte, kam Nicklas Strunck Jakobsen zwar zu mehr Spielzeit, doch unangefochtener Stammspieler war er nicht.
Im August 2019 schloss sich Jakobsen dem FC Groningen in der niederländischen Eredivisie an. In Groningen unterschrieb er einen Vertrag über vier Jahre. In der Spielzeit 2019/20 kam Nicklas Strunck Jakobsen lediglich für die Reservemannschaft in der Beloften Eredivisie zum Einsatz.

### Nationalmannschaft
Nicklas Strunck Jakobsen spielte von 2014 bis 2015 7 für die dänische U17-Nationalmannschaft sowie von 2015 bis 2016 in 17 Partien für die U17-Auswahl. Mit dieser nahm er an der U-17-Fußball-Europameisterschaft 2016 in Aserbaidschan teil, wo die dänische Mannschaft nach der Gruppenphase ausschied. Dabei kam Nicklas Strunck Jakobsen in allen drei Partien zum Einsatz. Danach kam er von 2016 bis 2017 für die U18-Nationalmannschaft zum Einsatz, dabei absolvierte Jakobsen fünf Partien. Von 2017 bis 2018 kam er auf genausoviele Spiele für die U19-Nationalmannschaft. Ab 2018 bis 2019 war Nicklas Strunck Jakobsen U20-Nationalspieler seines Geburtslandes und kam für diese Altersklasse auf drei Einsätze.